# Vịnh Honduras

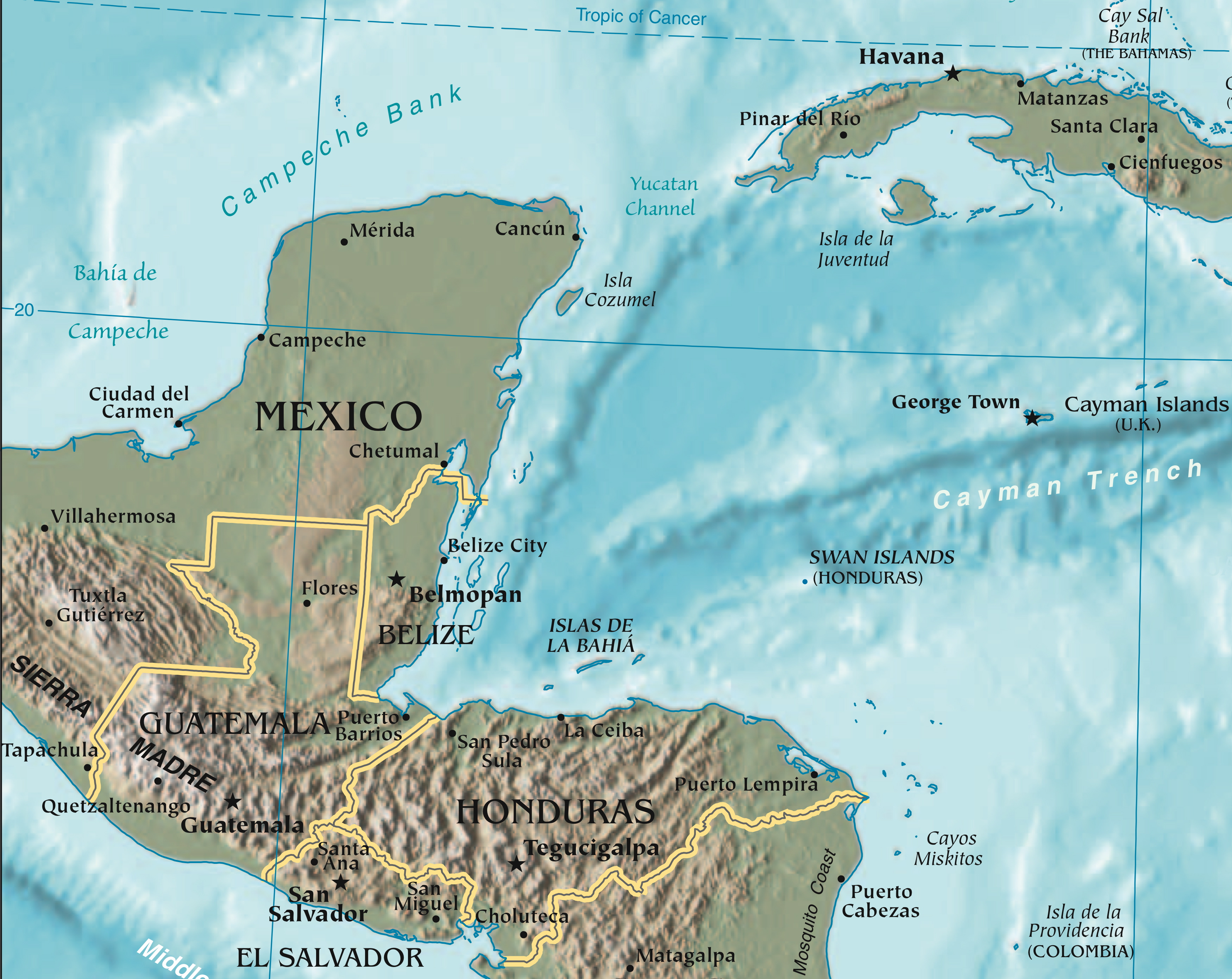
Vịnh Honduras ở giữa bản đồ

Vịnh Honduras là một vịnh trong biển Caribe, khoét vào các bờ biển của các nước Belize, Honduras và Guatemala. Từ bắc tới nam, vịnh này trải dài khoảng 200 km, từ  Dangriga, Belize, tới La Ceiba, Honduras.
Nhiều con sông từ đất liền vùng Trung Mỹ chảy vào vịnh này, trong đó có các sông Motagua và Ulúa. Hồ Izabal ở Guatemala cũng chảy vào vịnh này qua một kênh hẹp.
Có một số lớn các vỉa ngầm và các cồn nằm trong vịnh Honduras, thường được gọi chung là Pelican Cays (các cồn Pelican). Trong vịnh này cũng có vỉa san hô lớn thứ nhì thế giới - sau Rạn san hô Great Barrier ở Úc - là Vỉa san hô Belize (Belize Barrier Reef).
Nhiều ngư dân người Mỹ thường tới vịnh này để đánh bắt cá marlin (Istiophoridae). Các du khách cũng thường đi tàu tới "Pelican Cays", nhất là các đảo nhỏ Caye Caulker và Ambergris Caye.
Năm 1961 trận bão Hattie thổi qua Vịnh Honduras, đã làm hư hại nhiều nhà cửa ở Belize.